# Prince (rederijkers)
Prince (naar het Latijnse woord princeps dat eerste of voornaamste betekent) is de benaming voor de beschermheer of erevoorzitter van een rederijkerskamer (16e eeuw). Daarvan afgeleid is de betekenis die tegenwoordig nog gebruikt wordt: de tot een persoon gerichte aanhef van de slotstrofe van een rederijkersgedicht.

## Erevoorzitter
De prince (ook wel prins genoemd) was vaak een edelman, magistraat of koopman die de prijzen voor de dichtwedstrijden van de rederijkerskamer bekostigde. Sommige gezelschappen hadden een prince die voor een jaar werd gekozen, andere gaven de titel bij estafette door aan de laatste prijswinnaar van hun (maandelijkse) wedstrijden (de 'prince van de maent').

## Slotstrofe
Als aanhef van de slotstrofe werd het met name gebruikt bij de ballade en het refrein. Vaak gaat het om een kortere strofe die de moraal van het gedicht bevat en aan de prince is opgedragen. De strofe begint dan met 'Prince, ...'. De aanhef is vergelijkbaar met het Franse envoi.
Niet in alle gevallen wordt met prince de kamervoorzitter bedoeld: bij religieuze refreinen is de slotstrofe gericht aan bijvoorbeeld God, Christus of Maria. Ook kan de slotstrofe zijn opgedragen aan een geliefde of de koningin. Een bekende schrijfster van dergelijke princestrofen uit die tijd is Anna Bijns. In de loop der tijd was de prince niet specifiek meer gericht aan de prins van de rederijkerskamer, maar werd het een formeel kenmerk van de ballade en het refrein. Een variatie op het woord 'prince' volstond.. Een verzameling van liederen met het gebruik van princestrofen is te vinden in het Princesse Liet-boec uit 1605.
Een voorbeeld van een prince in de moderne literatuur is de slotstrofe in de 'Ballade van den grooten dorst' (1935) van J.W.F. Werumeus Buning: François Villon, mijn prins, bij Jezus' dorst,/ Wij hebben nooit een druppel wijn vermorst.

## Verder lezen
- A. van Elslander, Het refrein in de Nederlanden tot 1600, Gent 1953.